# Resolutie 73/295 Algemene Vergadering Verenigde Naties
Resolutie 73/295 van de Algemene Vergadering van de Verenigde Naties werd op 22 mei 2019 met een ruime meerderheid aangenomen. De resolutie droeg het Verenigd Koninkrijk op de Chagosarchipel te dekoloniseren en over te dragen aan Mauritius.

## Standpunten
De resolutie werd gesteund door 116 lidstaten. Argentinië maakte van de gelegenheid gebruik om een oproep te doen aan het Verenigd Koninkrijk om opnieuw te onderhandelen over de Falklandeilanden, Zuid-Georgia en de Zuidelijke Sandwicheilanden. Hierop antwoordde het VK dat zijn soevereiniteit over deze gebieden niet ter discussie stond. De bewoners ervan hadden ook het recht op zelfbeschikking.
Enkel Australië, Hongarije, Israël, de Malediven, het Verenigd Koninkrijk en de Verenigde Staten stemden tegen. Zij vonden dat de resolutie buiten de bevoegdheden van de Algemene Vergadering viel, omdat het een bilaterale kwestie betrof. De Malediven had tegengestemd, in verband met een maritiem grensgeschil met Mauritius ten noorden van de Chagosarchipel.
Het Verenigd Koninkrijk argumenteerde dat de Chagosarchipel nooit deel van Mauritius was geweest. Het VK verwees ook naar het strategisch belang van de regio, die door een aantal belangrijke scheepvaartroutes doorkruist werd. Het gebied was ook van vitaal belang voor de veiligheid van het Verenigd Koninkrijk, de Verenigde Staten en hun bondgenoten. Zoals in 1965 afgesproken zou het VK de eilanden pas afstaan als dat niet langer het geval was. Men betreurde wel de manier waarop de vroegere inwoners verdreven waren, maar het zou te veel kosten om hen te laten terugkeren.
56 lidstaten hadden zich van de stemming onthouden. Hieronder waren veel Europese landen, inclusief België en Nederland.

## Achtergrond

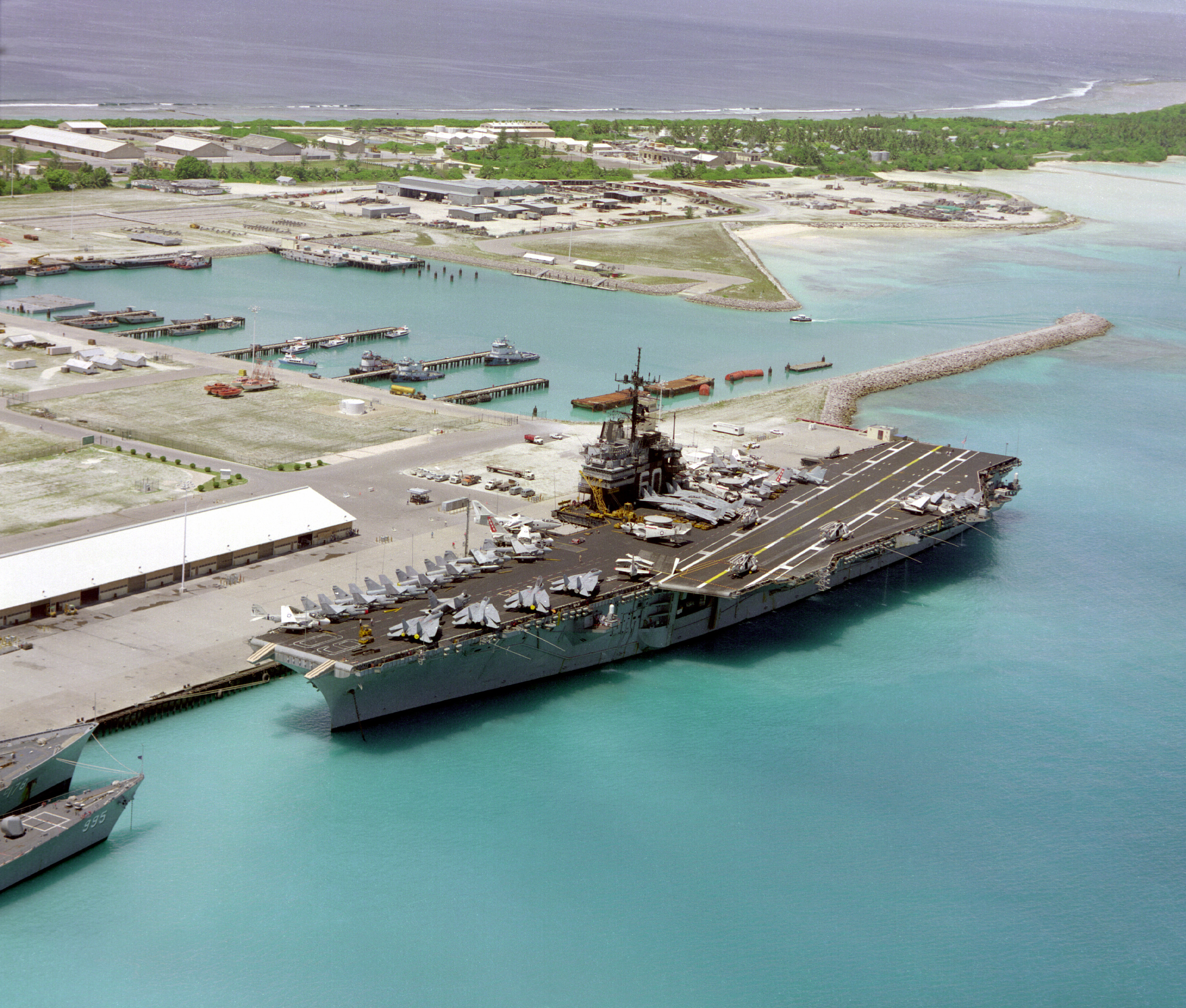
Het vliegdekschip USS Saratoga aangemeerd aan de basis op Diego Garcia in december 1985.

In 1968 werd Brits-Mauritius onafhankelijk van het Verenigd Koninkrijk, maar niet voordat de Chagosarchipel ervan af werd gesplitst en het Brits Indische Oceaanterritorium werd. Het Verenigd Koninkrijk had de strategisch gelegen locatie namelijk verhuurd aan de Verenigde Staten, en het laatstgenoemde land wilde er een militaire basis vestigen. De ongeveer 2000 inwoners werden toen naar Mauritius gedeporteerd.
Mauritius erkende het Brits Indische Oceaanterritorium echter niet en legde in zijn grondwet vast dat de archipel tot zijn grondgebied behoorde. De voormalige bewoners begonnen een jarenlange strijd om te kunnen terugkeren. In 2016 sloot het Verenigd Koninkrijk dat uit en verlengde de huurovereenkomst met de VS tot 2036.
In 2017 had de Algemene Vergadering middels resolutie 71/292 om de mening van het Internationaal Gerechtshof gevraagd over de manier waarop Mauritius eind jaren zestig was gedekoloniseerd en het voortdurende Britse bestuur van de Chagosarchipel die er toen van was afgesplitst.
Het Hof had in februari 2019 geantwoord dat de dekolonisatie van Mauritius niet op legale wijze was voltooid en dat het Verenigd Koninkrijk zijn bestuur van de Chagosarchipel zo snel mogelijk moest beëindigen. De terugkeer van de inwoners was een mensenrechtenkwestie die door de Algemene Vergadering moest worden behandeld.
In 2022 begon het Verenigd Koninkrijk dan toch te onderhandelen met Mauritius. In oktober 2024 werd bekendgemaakt dat er een overeenkomst was bereikt, waarbij de archipel zou worden overgedragen. De Amerikaanse luchtmachtbasis zou daarbij kunnen voortbestaan.

## Inhoud
De Algemene Vergadering verwelkomde de opinie van het Internationaal Gerechtshof en besloot op basis ervan dat de dekolonisatie van Mauritius niet op legale wijze was voltooid omdat de afscheiding van de Chagosarchipel niet op basis van de wilsbeschikking van zijn inwoners was gebeurd. De archipel was een integraal onderdeel van Mauritius en internationale organisaties werden opgeroepen het als dusdanig te erkennen. Het Britse bestuur was dan ook onrechtmatig en moest binnen de zes maanden beëindigd worden. Alle lidstaten waren gehouden samen te werken om de dekolonisatie van Mauritius te voltooien. De terugkeer van de inwoners moest in de loop van dat proces behandeld worden.
Lijst ·  73/1 ·  73/2 ·  73/3 ·  73/4 ·  73/5 ·  73/6 ·  73/7 ·  73/8 ·  73/9 ·  73/10 ·  73/11 ·  73/12 ·  73/13 ·  73/14 ·  73/15 ·  73/16 ·  73/17 ·  73/18 ·  73/19 ·  73/20 ·  73/21 ·  73/22 ·  73/23 ·  73/24 ·  73/25 ·  73/26 ·  73/27 ·  73/28 ·  73/29 ·  73/30 ·  73/31 ·  73/32 ·  73/33 ·  73/34 ·  73/35 ·  73/36 ·  73/37 ·  73/38 ·  73/39 ·  73/40 ·  73/41 ·  73/42 ·  73/43 ·  73/44 ·  73/45 ·  73/46 ·  73/47 ·  73/48 ·  73/49 ·  73/50 ·  73/51 ·  73/52 ·  73/53 ·  73/54 ·  73/55 ·  73/56 ·  73/57 ·  73/58 ·  73/59 ·  73/60 ·  73/61 ·  73/62 ·  73/63 ·  73/64 ·  73/65 ·  73/66 ·  73/67 ·  73/68 ·  73/69 ·  73/70 ·  73/71 ·  73/72 ·  73/73 ·  73/74 ·  73/75 ·  73/76 ·  73/77 ·  73/78 ·  73/79 ·  73/80 ·  73/81 ·  73/82 ·  73/83 ·  73/84 ·  73/85 ·  73/86 ·  73/87 ·  73/88 ·  73/89 ·  73/90 ·  73/91 ·  73/92 ·  73/93 ·  73/94 ·  73/95 ·  73/96 ·  73/97 ·  73/98 ·  73/99 ·  73/100 ·  73/101 ·  73/102 ·  73/103 ·  73/104 ·  73/105 ·  73/106 ·  73/107 ·  73/108 ·  73/109 ·  73/110 ·  73/111 ·  73/112 ·  73/113 ·  73/114 ·  73/115 ·  73/116 ·  73/117 ·  73/118 ·  73/119 ·  73/120 ·  73/121 ·  73/122 ·  73/123 ·  73/124 ·  73/125 ·  73/126 ·  73/127 ·  73/128 ·  73/129 ·  73/130 ·  73/131 ·  73/132 ·  73/133 ·  73/134 ·  73/135 ·  73/136 ·  73/137 ·  73/138 ·  73/139 ·  73/140 ·  73/141 ·  73/142 ·  73/143 ·  73/144 ·  73/145 ·  73/146 ·  73/147 ·  73/148 ·  73/149 ·  73/150 ·  73/151 ·  73/152 ·  73/153 ·  73/154 ·  73/155 ·  73/156 ·  73/157 ·  73/158 ·  73/159 ·  73/160 ·  73/161 ·  73/162 ·  73/163 ·  73/164 ·  73/165 ·  73/166 ·  73/167 ·  73/168 ·  73/169 ·  73/170 ·  73/171 ·  73/172 ·  73/173 ·  73/174 ·  73/175 ·  73/176 ·  73/177 ·  73/178 ·  73/179 ·  73/180 ·  73/181 ·  73/182 ·  73/183 ·  73/184 ·  73/185 ·  73/186 ·  73/187 ·  73/188 ·  73/189 ·  73/190 ·  73/191 ·  73/192 ·  73/193 ·  73/194 ·  73/195 ·  73/196 ·  73/197 ·  73/198 ·  73/199 ·  73/200 ·  73/201 ·  73/202 ·  73/203 ·  73/204 ·  73/205 ·  73/206 ·  73/207 ·  73/208 ·  73/209 ·  73/210 ·  73/211 ·  73/212 ·  73/213 ·  73/214 ·  73/215 ·  73/216 ·  73/217 ·  73/218 ·  73/219 ·  73/220 ·  73/221 ·  73/222 ·  73/223 ·  73/224 ·  73/225 ·  73/226 ·  73/227 ·  73/228 ·  73/229 ·  73/230 ·  73/231 ·  73/232 ·  73/233 ·  73/234 ·  73/235 ·  73/236 ·  73/237 ·  73/238 ·  73/239 ·  73/240 ·  73/241 ·  73/242 ·  73/243 ·  73/244 ·  73/245 ·  73/246 ·  73/247 ·  73/248 ·  73/249 ·  73/250 ·  73/251 ·  73/252 ·  73/253 ·  73/254 ·  73/255 ·  73/256 ·  73/257 ·  73/258 ·  73/259 ·  73/260 ·  73/261 ·  73/262 ·  73/263 ·  73/264 ·  73/265 ·  73/266 ·  73/267 ·  73/268 ·  73/269 ·  73/270 ·  73/271 ·  73/272 ·  73/273 ·  73/274 ·  73/275 ·  73/276 ·  73/277 ·  73/278 ·  73/279 ·  73/280 ·  73/281 ·  73/282 ·  73/283 ·  73/284 ·  73/285 ·  73/286 ·  73/287 ·  73/288 ·  73/289 ·  73/290 ·  73/291 ·  73/292 ·  73/293 ·  73/294 ·  73/295 ·  73/296 ·  73/297 ·  73/298 ·  73/299 ·  73/300 ·  73/301 ·  73/302 ·  73/303 ·  73/304 ·  73/305 ·  73/306 ·  73/307 ·  73/308 ·  73/309 ·  73/310 ·  73/311 ·  73/312 ·  73/313 ·  73/314 ·  73/315 ·  73/316 ·  73/317 ·  73/318 ·  73/319 ·  73/320 ·  73/321 ·  73/322 ·  73/323 ·  73/324 ·  73/325 ·  73/326 ·  73/327 ·  73/328 ·  73/329 ·  73/330 ·  73/331 ·  73/332 ·  73/333 ·  73/334 ·  73/335 ·  73/336 ·  73/337 ·  73/338 ·  73/339 ·  73/340 ·  73/341 ·  73/342 ·  73/343 ·  73/344 ·  73/345 ·  73/346 ·  73/347